# Jang Hyun-soo
Jang Hyun-soo (28 de setembro de 1991) é um futebolista sul-coreano que atua como zagueiro ou volante. Atualmente joga pelo Al-Gharafa, do Catar.

## Carreira
Ele representou a Seleção Sul-Coreana na Copa da Ásia de 2015.
Fez parte do elenco da Seleção Sul-Coreana nas Olimpíadas de 2016, como um dos jogadores acima da idade olímpica.

## Títulos
FC Tokyo
- Copa do Imperador: 2011
- Campeonato Japonês - Segunda Divisão: 2011

Al-Hilal
- Liga dos Campeões da AFC: 2019, 2021
- Campeonato Saudita: 2019-20, 2020-21, 2021-22
- Copa do Rei: 2019-20, 2022–23
- Supercopa Saudita: 2021